# Hotel Canaleta
Hotel Canaleta és un edifici del municipi d'Espolla inclòs en l'Inventari del Patrimoni Arquitectònic de Catalunya.

## Descripció
Situat dins del nucli urbà de la població d'Espolla, a la banda nord del terme i a llevant de la plaça Joan Camps i Subirats, també coneguda com la plaça del Dolmen.
Edifici rehabilitat de planta rectangular, format per diversos cossos adossats, i amb un gran jardí a la part posterior. L'edifici principal presenta la coberta de teula de dues vessants i està distribuït en planta baixa i dos pisos. La façana principal presenta les obertures majoritàriament emmarcades en pedra. A la planta baixa destaca el portal d'accés a l'interior, d'arc rebaixat adovellat i amb els brancals bastits amb carreus de pedra. Damunt les dovelles té gravada la següent inscripció: EN NOM DE DÉU Y DE SANT ANDREV. PAV SERRA Y MORELL ME FECIT DIE 17 JENER ANY 1769. Damunt seu hi ha un balcó exempt amb el finestral de sortida rectangular. Al seu costat, una finestra amb l'ampit motllurat i sobresortit. Al segon pis hi ha dues finestres, una de rectangular amb l'ampit motllurat i una altra d'arc rebaixat adovellada i amb els brancals fets de carreus. A l'interior, l'edifici presenta dues crugies perpendiculars a la façana principal, cobertes amb voltes de maó i de pedruscall.
La construcció està arrebossada i emblanquinada.

## Història
Casal construït vers el 1769 tal com ho testimonia la inscripció que s'aprecia a la porta d'entrada. Hi ha constància que la façana principal estava decorada amb uns esgrafiats amb motius romboïdals policroms, actualment desapareguts.